# Ecaterinovca, Cimișlia
Ecaterinovca este satul de reședință al comunei cu același nume  din raionul Cimișlia, Republica Moldova. Localitatea este amplastă pe râul Cogâlnic, la 7 km de centrul raional, Cimișlia.

## Demografie

### Structura etnică
Structura etnică a satului Ecaterinovca conform recensământului populației din 2004:
| Grup etnic                    | Populație | % Procentaj |
| ----------------------------- | --------- | ----------- |
| Băștinași declarați Moldoveni | 864       | 76,46%      |
| Ucraineni                     | 110       | 9,73%       |
| Ruși                          | 81        | 7,17%       |
| Bulgari                       | 59        | 5,22%       |
| Găgăuzi                       | 4         | 0,35%       |
| Țigani                        | 4         | 0,35%       |
| Alții                         | 8         | 0,71%       |
| Total                         | 1130      |             |

## Economie și infrastructură
În 1970 avea o populație de 1096 locuitori. Aici de afla sediul colhozului „Cimișlia”, specializat în creșterea materialului săditor pomi-viticol și în viticultură. În 1969 producția de marfă a constituit 1,9 mln. de ruble. În perioada sovietică în Ecaterinovca funcționa o școală de 8 clase, club cu instalație de cinematograf, punct medical, ospătorie, combinat de deservire social etc.